# Сражение при Бларафоне
Сражение при Бларафоне — последнее сражение ирано-византийской войны 572—591 гг.

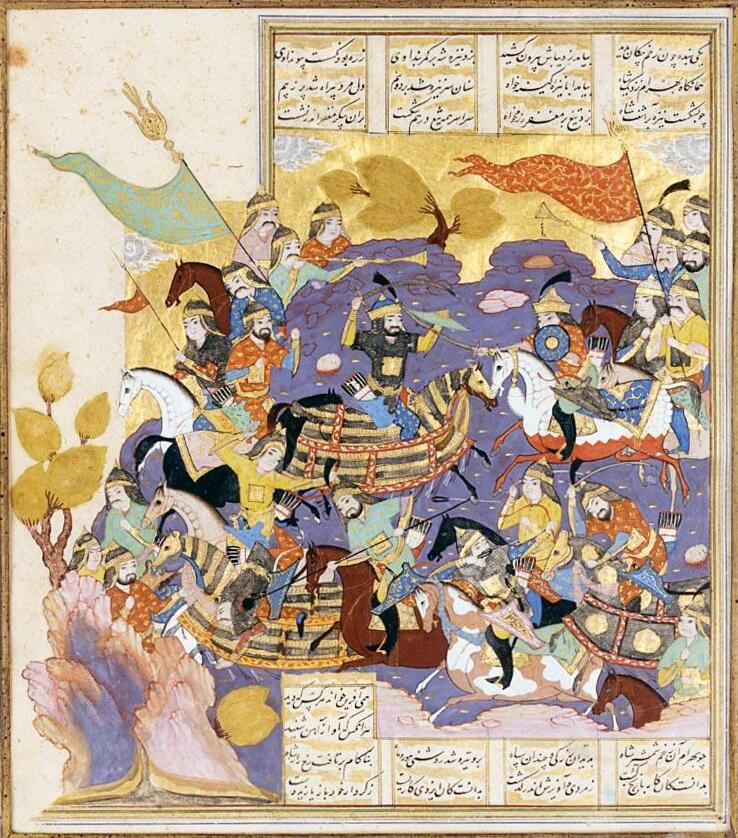
Сражение Хосрова и Бахрама. Миниатюра из «Шахнаме» Фирдоуси. 16 век

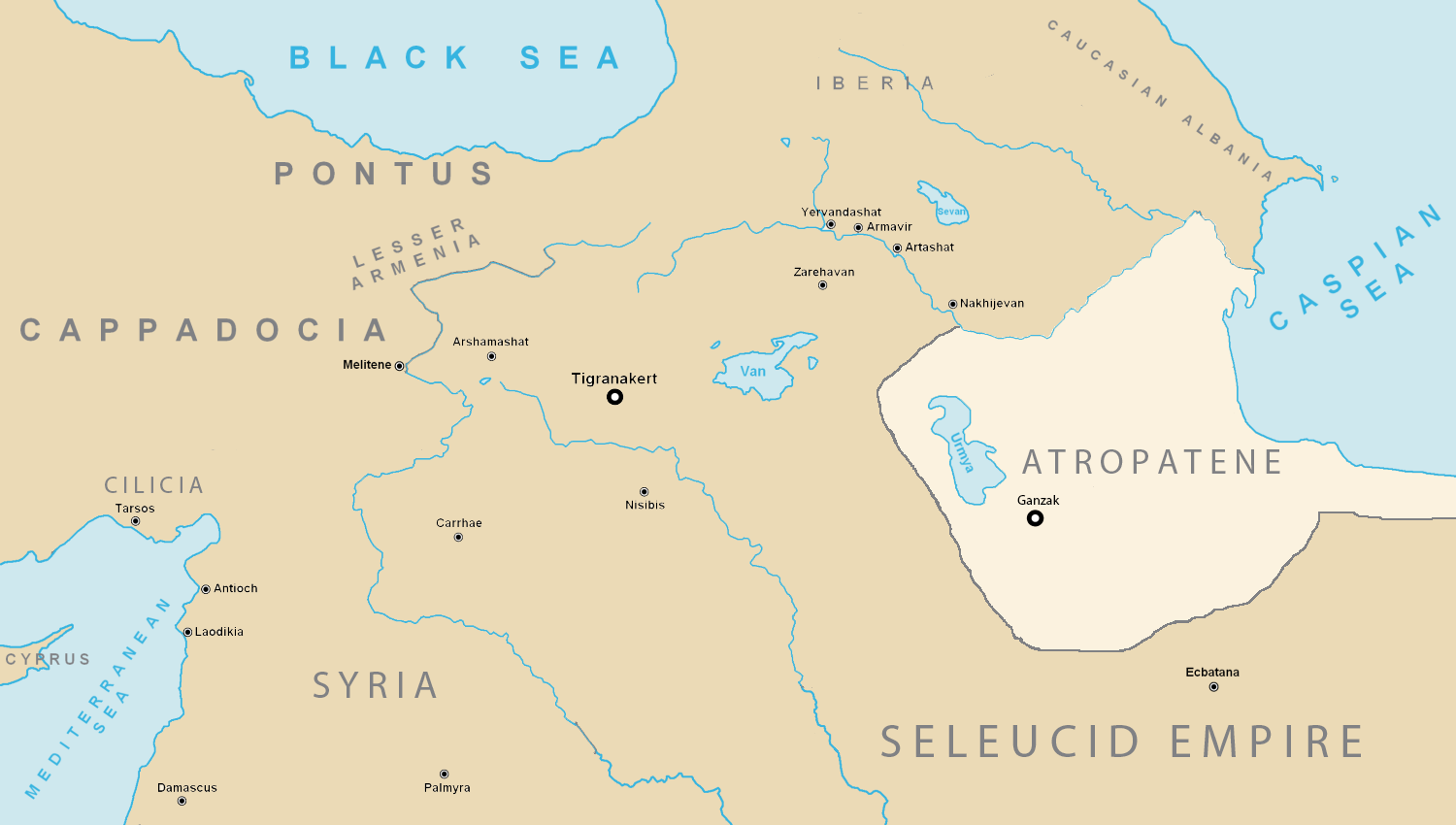
Место сражения на карте Антропатены

## Предыстория
Летом 590 года иранский шахиншах Ормизд IV был убит, а его сын Хосров — посажен на трон. Через несколько месяцев, при приближении к столице войск восставшего полководца Бахрама Чубина, Хосров бежал на византийскую территорию. Бахрам занял трон и провозгласил себя шахиншахом.
Византийский император Маврикий решил воспользоваться беспорядками в Иране и помочь Хосрову вернуть трон. В результате, в обмен на территориальные уступки, Маврикий предоставил Хосрову армию из 40 000 воинов под командованием византийских военачальников Иоанна Мистакона и Нарсеса.
Летом 591 года Хосров и византийская армия выступили в Атропатену, где к ним присоединилась армия из 12 000 армян под командованием Муселя II Мамиконяна и 8 000 персов во главе с Бендоем и Бестамом, дядьями Хосрова.
Надеясь противостоять византийской армии до того, как она сможет консолидировать свои силы в Атропатене, Бахрам Чубин выступил из Ктесифона с небольшой армией. Однако Бахрам прибыл слишком поздно и столкнулся с объединенными силами византийской армии Хосрова и его союзников. После нескольких авангардных стычек основные силы двух противоборствующих армий встретились на равнине вдоль реки Бларафон недалеко от Ганзака на северо-западе Ирана.

## Ход сражения
Командование союзников расположило войска, «поставив их тремя фалангами»; также на поле боя персы Бендоя и Бестама привели слонов. Бахрам «со своей стороны расположил свои местные силы тремя отрядами; в центре боевого строя командовал сам». Слоны стояли перед конницей.
Обе армии начали наступление одновременно. В ходе завязавшегося рукопашного боя левый фланг Бахрама нанёс сильный удар по правому флангу союзников. «Ромеи, разбитые на этом участке, обратились в бегство». Положение спас Нарсес, пославший подкрепления и тем самым остановивший бегство ослабевшего отряда. В это время Бахрам двинул против центра ромейских сил слонов. «Нарсес, не обращая никакого внимания на слонов, отразил натиск, напал на центр стоявшего против него войска и сильным ударом рассеял его стройные ряды». Удар по центру привёл к дезорганизации остальных сил Бахрама, которые бросились бежать. «Ромеи повели энергичное преследование, и избиение повсеместно было в полном разгаре». Шесть тысяч персов укрылись на близлежащем холме, но ромейское войско, окружив этот холм, одолело отряд беглецов. Поздно вечером были уничтожены последние персы, пытавшиеся со склонов холмов «метать копья и посылать стрелы».
Армия Бахрама была разбита, а его лагерь захвачен. «Ромеи в качество добычи захватили палатку узурпатора, его жен, детей, все золотые украшения и все царское имущество». Бахрам с четырьмя тысячами своих людей бежал на восток, в Нишапур, к тюркскому кагану. На следующий день «десять тысяч из ромейского войска двинулись» в преследование.

## Результаты
Хосров был быстро восстановлен на персидском троне и, как было условлено, вернул Дару и Мартирополь византийцам. Кроме того, Хосров согласился на новый раздел Кавказа, в результате которого Сасаниды уступили византийцам многие города, в том числе Манцикерт, Ани, Карс. Таким образом, победа при Бларафоне резко изменила византийско-сасанидских отношения, поставив первых в доминирующее положение.